# Dietrich Kraiss
Dietrich Kraiss (16 de noviembre de 1889 en Stuttgart, Alemania - 6 de agosto de 1944 cerca de Saint-Lô, Normandía, Francia) fue un militar alemán de la Wehrmacht.
Kraiss fue comandante del 90.º Regimiento de Infantería (septiembre de 1939 a marzo de 1941), de la 168.ª División de Infantería (julio de 1941 a marzo de 1943) y de la 335.ª División de Infantería hasta mayo de 1943. En noviembre de 1943 tomó el mando de la 352.ª División de Infantería, que en 1944, junto a otras seis divisiones, fue localizada en Normandía, donde hizo frente al desembarco de los Aliados (Operación Overlord). 
Desoyendo las instrucciones de Adolf Hitler de continuar la lucha en la costa, Kraiss hizo retroceder a su división a una línea de fortificaciones situada a 20 kilómetros de distancia, donde logró mantener su posición frente a los Aliados durante varias semanas más.
Dietrich Kraiss murió el 6 de agosto de 1944 en las cercanías de Saint-Lô, ciudad que recibió el apodo de "Capital de las ruinas", a consecuencia de las gravísimas heridas de metralla que sufrió dos días antes.
El 11 de agosto de 1944 fue condecorado a título póstumo con la Cruz de Caballero de la Cruz de Hierro con Hojas de Roble. Su muerte desalentó a las tropas alemanas, propiciando la rendición germana.

## Condecoraciones
- Cruz de Hierro (1914)
  - Segunda clase (18 de septiembre de 1914)
  - Primera clase (7 de junio de 1915)
- Medalla herida (1914)
  - en negro
- Cruz de honor de la Guerra Mundial 1914/1918
- Cruz de Caballero de la Orden Real Casa de Hohenzollern con Espadas (9 de octubre de 1918)
- Cruz de Caballero de la Orden del Mérito Militar (Württemberg) (21 de junio de 1915)
- Cruz de Segunda Clase de Caballero de la Orden del León de Zähringer con espadas (15 de septiembre de 1914)
- Medalla Sudetes
- Broche de la Cruz de Hierro (1939)
  - Segunda clase (18 de septiembre de 1939)
  - Primera clase (3 de octubre de 1939)
- Medalla Frente Oriental
- Cruz Alemana de Oro el 28 de febrero de 1942 como mayor general y comandante de la 168.º División de Infantería.
- Cruz de Caballero de la Cruz de Hierro con Hojas de Roble 
  - Cruz de Caballero el 23 de julio de 1942 como mayor general y comandante de la 168.º División de Infantería.
  - 549.º hoja de Roble el 11 de agosto de 1944 como teniente general y comandante de la 352.º División de Infantería.
- Mencionado en el Wehrmachtbericht (11 de junio de 1944)
- Premio al Servicio Wehrmacht, cuarta clase con primera clase

- Datos: Q63197
- Multimedia: Dietrich Kraiss / Q63197